# Nova Tebas
Nova Tebas este un oraș în Paraná (PR), Brazilia.